# Cabildo de Luján

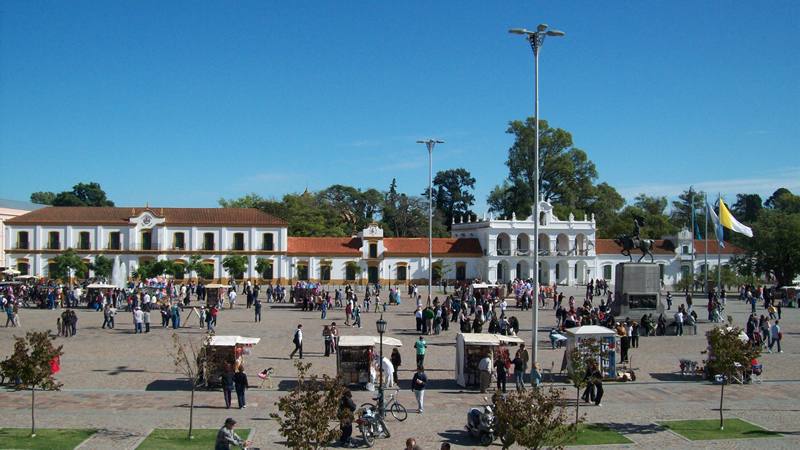
Plaza Belgrano con el edificio al fondo.

El edificio del cabildo de la ciudad argentina bonaerense de Luján, se empezó a construir en 1792 y funcionó como casa capitular, escuela y cárcel. Fue el primer ayuntamiento en reconocer a la Primera Junta  de gobierno en 1810. Este edificio sirvió también para escuelas en tiempo de Colonia y posteriormente de municipalidad, juzgado de paz y de comisaría.
En 1821 se suspendieron sus actividades y autoridad, y fue sede del juzgado de paz, policía y gobierno municipal hasta 1910. Actualmente, está declarado monumento histórico nacional y junto con la llamada Casa del virrey Sobremonte integra el Complejo Museográfico Provincial «Enrique Udaondo».

## Edificación
El Cabildo de la Villa de Luján surgió al transformarse el pago y parroquia de Luján en villa. En 1755, a través de las gestiones de Juan de Lezica y Torrezuri, el pago logró dicha categoría. La solicitud fue aprobada por un auto del gobernador José de Andonaegui, que la erigió en «Villa de Ntra. Sra. De Luján»; con «Cabildo, Justicia y Regimiento», según lo dispuesto por la real cédula del rey español Fernando VI, del 30 de mayo de 1759. Las obras del edificio que habían sido suspendidas, prosiguieron a fines de la década de 1780, correspondiéndole al vecino de Luján José Lino Gamboa. Desde ese momento la importancia institucional del Cabildo creció sin interrupción, a pesar de los conflictos de poder con el Cabildo de Buenos Aires. Levantar el edificio llevó muchos años, y la financiación corrió por cuenta del mismo Cabildo, con los ingresos que obtenía por derecho de pontazgo y también con los recursos propios.

## Funciones y sus miembros
Las funciones del cabildo eran municipales y políticas y sus miembros eran individuos representativos de la población. Tenían a su cargo asuntos contenciosos, la protección de los pobres y menores, el cuidado de la cárcel, de la higiene, del abasto, de la defensa de la población, la celebración de las festividades civiles y eclesiásticas, es decir, toda clase de atribuciones relacionadas con los intereses públicos locales.
Los miembros del ayuntamiento se denominaban cabildantes y entre otras, tenían las obligaciones que se enumeran a continuación. El alcalde era el encargado de administrar la justicia. El alguacil mayor tenía la misión de ejecutar las resoluciones de los magistrados; el defensor de menores, cuidaba de los huérfanos y pupilos, de su educación y de la defensa de sus intereses. El defensor de pobres era el funcionario que representaba y defendía a los litigantes y encausados que carecían de defensor particular. El mayordomo del cabildo, guardaba las llaves de la sala capitular y demás oficinas y corría con el arreglo de la casa. Actuaba igualmente como escribiente y debía concurrir a las funciones con traje de ceremonia. Por último, el alférez real era el funcionario que llevaba el real estandarte en las grandes solemnidades, y tenía voz y voto en los cabildos.

## Creación de la escuela del cabildo
El cabildo de Luján creó una escuela en 1773 como consta en el acta del 15 de junio. Dicha escuela se estableció con la aprobación superior del gobernador de Buenos Aires, el teniente general Juan José de Vértiz y Salcedo. En la escuela se enseñaba a leer, a escribir, a contar, y la doctrina cristiana y educación. Para asegurar la concurrencia de los niños, se levantó un padrón y luego el cabildo emitió un bando incitando a los padres y tutores a que enviaran a la escuela a los niños en edad escolar. El 3 de agosto de 1775, el cabildo celebró un largo acuerdo relacionado con la inasistencia de los niños a la escuela, resolviendo imponer multas a los padres.

## A punto de ser demolido
En 1917 el comisionado municipal de Luján, Domingo Fernández Beschtedt, interesó al interventor federal de la provincia de Buenos Aires para que el cabildo fuera asiento del Museo Colonial e Histórico de la provincia de Buenos Aires, por ser esta villa la población más antigua de la provincia[cita requerida], centro de la tradición gauchesca de la llanura.

## Inauguración del museo
Comenzaron luego las diferencias entre los miembros de la Comisión, pero el 28 de abril de 1918 se decidió inaugurar la institución, que en 1923 abrió sus puertas al público. Luján vivió ese día una jornada colmada de alegría y brillo. 
El gobernador de la provincia de Buenos Aires, José Luis Cantilo, el 2 de junio de 1923 designó a Enrique Udaondo, director del Museo Colonial e Histórico de la Policía de Buenos Aires. El 12 de octubre de 1923 se inauguró el museo, con cinco salas iniciales: Prisioneros, Invasiones Inglesas, Dr. Muñiz, Brigadier Don Juan Manuel de Rosas, Independencia y la Sala Capitular. La ciudad de Luján vivió otra jornada de fiesta. El vecindario acompañó a las autoridades que llegaron: el gobernador Cantilo, el vicegobernador Solanet, y representaciones políticas y de la cultura. Enrique Udaondo expresó: «Este establecimiento será un homenaje permanente a los hombres del pasado, cuya memoria conviene tener presente en un país nuevo como el nuestro».

## Continuación de la obra
Las obras —como la histórica locomotora “La Porteña”; edificación del Pabellón Balcarce; pabellón La Capilla; entre otros— iban acompañados del crecimiento de las colecciones (muebles, platería, uniformes, armas, condecoraciones, obras de arte, libros, documentos, carruajes, etc.) y que acrecentaban el patrimonio. Se dispuso el traslado desde San Juan hasta el Museo de Luján de las piezas que conformaban el Museo Gnecco, para el cual Udaondo, hizo construir un pabellón.

## Muerte de Udaondo y nominación
El 6 de junio de 1962 falleció Enrique Udaondo. Durante cuarenta años dirigió el Museo de Luján, fue su organizador y benefactor. Un vecino de Luján, Julio A. Cuevas, peticionó en junio de 1962 que el Museo Colonial e Histórico se denominara Enrique Udaondo. En agosto, se impuso el nombre de dr. Enrique Udaondo al Museo Colonial e Histórico de Luján. En 1973, por resolución del Ministerio de Educación de la provincia de Buenos Aires, se denominó Complejo Museográfico «Enrique Udaondo». 

## Personajes históricos que pasaron por el Cabildo
- Una lápida de mármol en el pasillo de entrada dice: En este histórico edificio sesionó el Cabildo de esta Villa desde mediados del siglo XVIII hasta su extinción en 1821.
- Durante las Invasiones Inglesas se alojaron en él los jefes ingleses William Carr Beresford, y Denis Pack y otros numerosos oficiales ingleses.
- Entre 1810 y 1815 vivió el obispo de Córdoba Orellana y algunos cabildantes de Buenos Aires.
- En 1814 fue confinado allí el general Manuel Belgrano y cuatro años después el brigadier Cornelio Saavedra.
- De 1835 a 1839 habitó como prisionero en esta casa el general cordobés José María Paz y en 1874 fue alojado el general porteño Bartolomé Mitre y los coroneles Ocampo, Machado y González.